# Kühlenthal
Kühlenthal település Németországban, azon belül Bajorországban. Lakosainak száma 872 fő (2023. december 31.).

## Népesség
A település népessége az elmúlt években az alábbi módon változott:
| Lakosok száma | 256  | 414  | 554  | 613  | 817  | 824  | 809  | 822  | 843  | 872  |
|               | 1875 | 1950 | 1975 | 1987 | 2012 | 2014 | 2016 | 2017 | 2021 | 2023 |